# Johan Hammarström (bruksherre)
Johan Hammarström, född 28 december 1632 i Linde, död 21 juni 1699 i Forsmark, var en svensk bruksherre.
Johan Hammarström föddes som Johan Stensson och var son till Sten Andersson (död 1665), som senare skulle bli Lindesbergs första borgmästare, och dennes andra hustru Elisabet Svensdotter (1604-1678). Johan Stensson gifte sig 10 mars 1663 med Anna de Besche (1642-1709), dotter till brukspatronen Gerard (Gillisson) de Besche (1585-1656) och hans fru Margareta von Emersen (1614-1694). Den 25 november 1684 adlades Johan Stensson och antog namnet Hammarström. Ätten introducerades 1686 som nummer 1068. Äktenskapet mellan Johan Hammarström och Anna de Besche blev dock barnlöst och Johan Hammarström slöt därför själv sitt ätt vid sin död 1699. Makarna är båda begravda i Valö kyrka, där deras gravsten finns bevarad.
Johan Hammarström var bruksherre till Forsmark och Berkinge, båda i Forsmarks socken i nordöstra Uppland, samt till Ölsboda i Nysunds socken och Kortfors i Karlskoga socken, båda i sydöstra Värmland, bokhållare på holländska handelskontor, från 1656 förvaltare av Forsmarks bruk.